# Apologie de Hattusili III

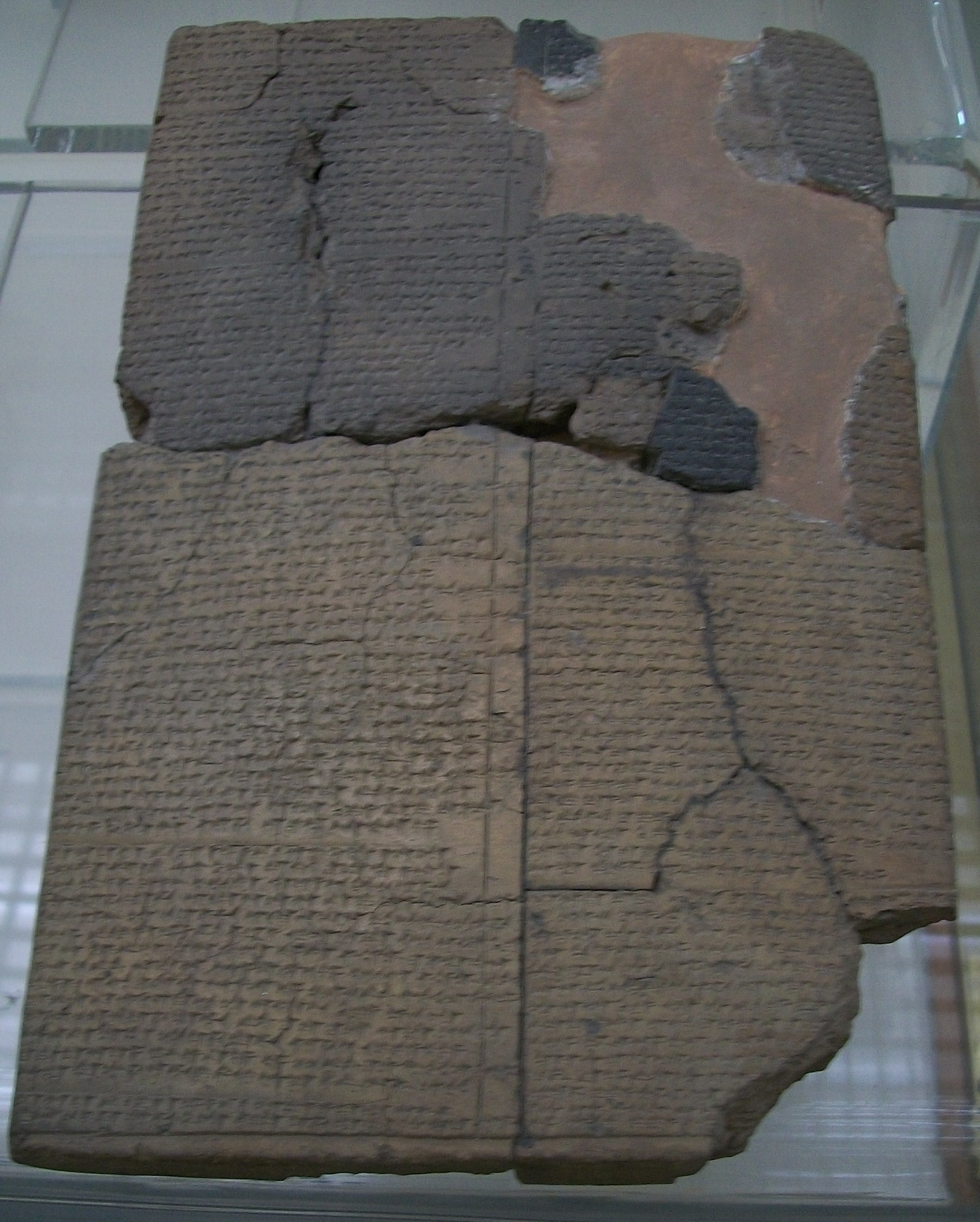
Apologie de Hattusili III (KUB I 1). Tablette conservée au musée archéologique d'Istanbul.

L’Apologie de Hattusili III est un texte hittite qui met en scène le roi Hattusili III (1267-1237 av. J.-C.) racontant comment, sous la protection bienveillante de la déesse Shaushga, il s’est hissé jusqu’à la tête du royaume des Hittites. Il s’agit d’un document d’un intérêt majeur pour la compréhension de l’histoire et de l’historiographie de l’Empire hittite au XIIIe siècle av. J.-C.
La singularité de ce texte, qui est l'un des seuls textes hittites relevant du genre de l’apologétique royale, s’explique par les circonstances exceptionnelles qui ont vu Hattusili arriver au pouvoir. Fils cadet du roi Mursili II, Hattusili n’était pas destiné à devenir le souverain d’un royaume où le pouvoir se transmet du père au fils aîné ; il aurait dû rester un personnage secondaire de la cour et s’effacer devant son neveu Urhi-Teshub. Ce n’est pourtant pas ce qui s’est passé : après une guerre civile, le prétendant légitime, Urhi-Teshub, s’est retrouvé exilé, tandis que Hattusili devenait Grand Roi des Hittites. Cette arrivée au pouvoir violente avait toutes les chances de passer pour une usurpation ; aussi devait-elle être légitimée et justifiée. C’est ce à quoi s’est employé le rédacteur de ce texte que les modernes appellent, à défaut de titre originel, l’Apologie de Hattusili III.
Le texte est constitué de quatorze paragraphes et s’étend sur deux tablettes. Emmanuel Laroche l’a répertorié comme le 81e texte (CTH 81) de son Catalogue des textes hittites. Les exemplaires qui se trouvent à notre disposition, dans un état plus ou moins fragmentaire, ont tous été découverts dans les magasins est du Grand Temple (Temple 1) d’Hattusa, capitale du royaume hittite (env. XVIIIe – XIIe siècle av. J.-C.). Le texte est en grande partie établi à partir du manuscrit KUB I 1.

## Résumé
L’Apologie de Hattusili III raconte, par la voix d’Hattusili lui-même, comment, sous la protection bienveillante de la déesse Shaushga, il s’est hissé jusqu’à la tête du royaume des Hittites, en passant par une série de postes administratifs et militaires. Le texte fournit lui-même son meilleur résumé :
« 
DIŠTAR[=ma=mu=kán GAŠAN-YA ilani ilani] namma tiškit

nu=za DUMU.LUGAL ešun nu=za G[(AL)] MEŠEDI kišḫaḫat[

GAL MEŠEDI=ma=za LUGAL KUR Ḫakp[(išš)]=a kišḫaḫat
 
LUGAL KUR Ḫak[(piš=ma=za)] LUGAL.GAL namma kišḫaḫ[(a)]t
 »
(Apologie d’Hattusili, §11-12 ; colonne IV, lignes 39-43)

« Shaushga, ma Dame, a continué à m’élever échelon après échelon. J’étais prince, je suis devenu Chef de la Garde royale. Chef de la Garde royale, je suis devenu roi d’Hakpis. Roi d’Hakpis, je suis devenu Grand Roi. »

### §1-2: Préambule.
Avant le récit proprement dit, qui commence au §3 avec la naissance de Hattusili III, le texte s’ouvre de façon traditionnelle sur une généalogie du roi (§1) et une présentation du sujet du texte (§2). La généalogie mentionne les noms du père de Hattusili, Mursili II (1321-1295), de son grand-père, Suppiluliuma I (1350-1322) et du fondateur du royaume hittite, Hattusili I (1650-1620). Suit un bref paragraphe (§2) qui introduit le thème du texte, à savoir « le pouvoir divin de Shaushga » ou « la providence divine de Shaushga » (ŠA DIŠTAR parā ḫandandatar), et appelle les générations à venir à respecter cette déesse. Le parcours de Hattusili est ainsi d’emblée placé sous l’égide de Shaushga. 

### §3: Prêtre de Shaushga.
Le premier épisode se passe pendant l’enfance de Hattusili, dernier des quatre enfants de Mursili II. Malade au point que son entourage doute de sa survie, le jeune Hattusili est confié par son père à la déesse Shaushga. Cette décision est présentée comme ayant été suggérée à Mursili par Shaushga elle-même, dans un rêve. Pour Hattusili, cette rencontre avec la déesse scelle le début d’un destin exceptionnel :  
« 
nu=mu DIŠTAR GAŠAN-YA ŠU-za IṢBAT n=aš=mu=kán parā ḫandantešta.
 »
(Apologie d’Hattusili III, §3 ; colonne I, ligne 20)

« Shaushga, ma Dame, me prit par la main, elle devint mon guide divin. »

### §4: Chef de la Garde royale et gouverneur des Haut-Pays.
À la mort de Mursili II (en 1295 av. J.-C.), le fils aîné, Muwatalli, devient roi tandis que Hattusili devient chef de l’armée (EN.KARAŠ) de son frère, Chef de la Garde royale (GAL MEŠEDI) et gouverneur des Hauts-Pays, succédant dans cette dernière fonction à Armatarhunta. La bienveillance du roi et de Shaushga à son égard lui attire les foudres d’Armatarhunta. Ses ennemis, jaloux de son succès, se multiplient. Il doit bientôt affronter un procès, dont il sort finalement innocenté grâce au soutien de la déesse Shaushga, qu’il remercie et loue longuement.

### §5-11: Chef de l’infanterie et de la charrerie hittites et roi d’Hakpis.
Après son procès, Hattusili revient en grâce auprès de son frère, qui le nomme chef de toute l’infanterie et de la charrerie du royaume (KARAŠ ANŠE.KUR.RAMEŠ ŠA KUR URUḪatti). À ce poste, il accomplit plusieurs exploits militaires qui ne sont pas détaillés ici, mais qui, promet Hattusili, le seront dans un autre texte (§5).
Lorsque Muwatalli déplace la capitale du royaume de Hattusa à Tarhuntassa dans le sud, Hattusili reste au nord où il affronte les Gasgas et l’emporte, malgré l’infériorité numérique de ses troupes et grâce à la protection de Shaushga (§6-7). Par la victoire militaire ou par la paix, Hattusili obtient que les intérêts hittites dans le nord soient toujours assurés. Il est nommé roi d’Hakpis par son frère Muwatalli (§8).
Lors de la bataille de Qadesh (1274 av. J.-C.), qui oppose l’armée hittite de Muwatalli à l’armée égyptienne de Ramsès II, Hattusili joue un rôle important : il envoie des contingents en provenance des pays qu’il a réintégrés au royaume hittite et il dirige l’infanterie et la charrerie hittites. Armatarhunta cherche à nouveau à lui nuire en lançant des malédictions contre lui, mais vainement. Après la bataille de Qadesh, sur le chemin du retour, Hattusili s’arrête à Lawazantiya pour honorer Shaushga. C’est là que, sur les conseils de la déesse, il épouse Puduhepa (§9).
Un nouveau procès s’engage opposant Hattusili à Armatarhunta. Ce dernier, accusé de sorcellerie, perd le procès. Cependant, Hattusili fait preuve de clémence envers Armatarhunta et son fils, Sippaziti, en leur permettant de récupérer la moitié de leur territoire. Il exile cependant la femme et l’autre fils d’Armatarhunta à Alasiya (Chypre) (§10a).
À la mort du roi Muwatalli (1272 av. J.-C.), Hattusili place un fils de second rang de Muwatalli sur le trône, Urhi-Teshub. Pendant qu’il accumule encore les succès militaires dans le Nord, notamment en reconstruisant la ville sainte de Nerik qui avait été détruite sous le règne d’Hantili I (1590-1560 av. J.-C.) et en sécurisant sa périphérie, la jalousie du Grand Roi envers lui grandit. Urhi-Teshub retire à son oncle certains territoires que celui-ci avait conquis. Pendant les sept premières années du règne de son neveu, Hattusili ne réagit pas, par respect pour son frère Muwatalli. Mais lorsqu’Urhi-Teshub lui enlève les villes de Nerik et Hakpis, Hattusili déclare la guerre. Soutenu par Shaushga, il parvient à ranger de son côté les Kaska ainsi que tout le royaume hittite. La guerre s’achève sur la capture d’Urhi-Teshub, qui reçoit en compensation plusieurs villes fortifiées dans la région de Nuhassi. Après une tentative de complot menée de concert avec Babylone, Urhi-Teshub finit par être exilé par Hattusili (§10b-§11).

### §12: Grand Roi de l’empire hittite.
Hattusili se décrit comme un roi respecté de ses amis et victorieux contre ses ennemis, qui a dépassé ses prédécesseurs par l’ampleur de ses alliances et de ses victoires. Il se présente comme respectueux de son frère Muwatalli et de l’héritier de ce dernier, Kuruntiya, qu’il a nommé roi de Tarhuntassa. Il prend plusieurs mesures pour honorer Shaushga, qui l’a conduit jusqu’au sommet de l’Empire : il lui consacre la propriété d’Armatarhunta, fait ériger des statues en son honneur et nomme son fils Tudhaliya comme serviteur de la déesse.

### §13-14: Conclusion.
Le texte s’achève sur un vœu pour l’avenir, le vœu que la descendance de Hattusili et Puduhepa ne soient pas détournés du service de Shaushga. Enfin, Hattusili prédit la malédiction de Shaushga à celui qui osera empêcher sa descendance de régner.

## La question du genre
Le problème du genre littéraire de l’Apologie de Hattusili III est illustré par la multiplicité des titres qui ont été proposés par les modernes pour ce texte : « rapport sur l’accession au trône » (en allemand : Thronbesteigungsbericht), « autobiographie de Hattusili III », « apologie de Hattusili III ». La dernière de ces dénominations, suggérée par Sturtevant en 1932, a finalement été retenue par la plupart des savants, qui ont sans doute été inspirés dans ce choix par les exemples antiques d’apologie que sont l’Apologie de Socrate ou l’Apologie des Chrétiens de Justin : ces récits, comme le texte hittite, ne constituent pas un compte-rendu neutre de l’ensemble de la vie d’un homme ou d’une communauté ; ce sont des textes idéologiquement orientés, qui visent à défendre celui ou ceux qu’ils décrivent. Il y a pourtant une différence notable entre le texte hittite et ces textes grecs : dans le cas de Platon ou de Justin, l’homme ou la communauté qui se défend n’est pas dans une position de pouvoir comme l’est Hattusili. Plus que d’une apologie, il s’agit donc dans le cas du texte hittite d’une justification, d’une entreprise de légitimation. Hoffner retient néanmoins le terme d’apologie, dont il donne une définition aménagée : « un document composé pour un roi qui a usurpé le trône, composé dans le but de défendre ou justifier son accession au pouvoir par la force ». Il propose comme autre candidat  au statut d’apologie l’Édit de Télépinu, commandé par le roi hittite éponyme Télépinu (1525-1500). D’autres savants ont proposé des parallèles avec d’autres textes du Proche-Orient ancien, étoffant ainsi le corpus des apologies royales : le récit de l’accession au pouvoir de David, dans l’Ancien testament (I Sam 15 – II Sam 8), ou certains récits de la littérature assyrienne.
La fonction justificative de l’Apologie de Hattusili III est évidente : le rédacteur du texte s’emploie à montrer que Hattusili, l’usurpateur, n’a rien à se reprocher. Il était aimé des dieux, de Muwatalli et de ses alliés ; il savait faire preuve de clémence envers ses ennemis intérieurs et de courage face aux ennemis extérieurs ; quand il attaquait, c’était seulement pour se défendre, que ce soit contre les Gasgas ou contre son neveu Urhi-Teshub. Néanmoins, la dimension justificative du texte n’en est peut-être pas le dernier mot.  L’importance accordée à Shaushga, de la première phrase à la dernière phrase, a pu laisser penser que ce texte était en fait un décret religieux instituant un culte pour cette déesse, avec les modalités traditionnellement citées : la nomination d’un prêtre - le fils de Hattusili et Puduhepa - et de ses successeurs - la descendance de Hattusili et Puduhepa - et l'exemption d’impôts pour le temple.